# Schaloensmolen
De Schaloensmolen is een turbine watermolen gelegen in het Limburgse dorpje Oud-Valkenburg, gemeente Valkenburg aan de Geul, aan een molentak van de Geul die zich ongeveer 800 meter boven de molen uit de linkeroever van de Geul opsplitst. De molen behoorde oorspronkelijk tot de goederen van het naastgelegen kasteel Schaloen.
De molen is een rijksmonument.

## Historie
De Schaloensmolen was de laatste banmolen van Oud-Valkenburg en Schin op Geul. De boeren van deze twee dorpen waren verplicht om hun graan bij deze molen aan te bieden om het te malen. Oud-Valkenburg was in die tijd een aparte heerlijkheid die bijna twee eeuwen in het bezit was van het geslacht Hoen van Cartils.
Omstreeks 1700 werd de bestaande molen vernieuwd en kreeg hij zijn huidige gedaante. Een zuiltje in de voorgevel vermeldt het jaartal 1699.
In het midden van de 19e eeuw werd de molen aangedreven door een eenvoudig houten onderslagrad met een middellijn van 6,5 m en de breedte 0,92 m. Het rad was voorzien van een hellende waterafleider, waardoor het water meer snelheid kreeg. Het waterrad en de molenas werden later enige malen vervangen door een nieuw exemplaar, eveneens uitgevoerd in hout.

## Waterrad vervangen door turbine
In 1924 werd het waterrad vervangen door een verticale Francisturbine, waarbij boven de turbine en de conische tandwielaandrijving van de molenas een turbinekamer gebouwd, die zo goed mogelijk in overeenstemming was met het molenhuis.
De turbine en de nieuwe maalinrichting werden geleverd door de Maastrichtse firma Koppen & Frings die in de jaren twintig en dertig landelijke bekendheid genoot op het gebied van inrichtingen voor maalderijen.
In het oorspronkelijk ontwerp voorzag ook in een kleine gelijkstroomcentrale in de aparte aanbouw van 4x4 m. tegen de rechterzijgevel en bedoeld voor stroomvoorziening van het kasteel.

## Later gebruik
In 1933 kwamen het kasteel en de molen in het bezit van Charles de Villers Masbourg. Hij overleed in 1940, waarna zijn echtgenote en twee dochters het goed Chaloen erfden. In 1969 verkochten zij het aan de gemeente Valkenburg die het kasteel weer verkocht met uitzondering van de watermolen en de eromheen liggende gronden.
De laatste molenaars waren Victor Willems, die in 1954 de pacht opzegde en daarna de Gebr. Spierts uit Mamelis die de molen gebruikten voor het malen van bakgoed en voergraan. Op het einde van de jaren vijftig werd de molen stilgelegd.
In 1971 verhuurde de gemeente de molen met de gronden aan het Instituut voor Natuurbeschermingseducatie (IVN) afdeling Valkenburg. Een groep vrijwilligers knapte de molen van binnen helemaal op, echter zonder dat de maalfunctie werd hersteld. Tevens werd er bij de molen een heemtuin aangelegd die tegenwoordig nog steeds opengesteld is voor bezoekers. De molen is tijdens openstelling van de tuin eveneens toegankelijk.
De molen is in principe maalvaardig, maar er wordt vrijwel niet mee gemalen.

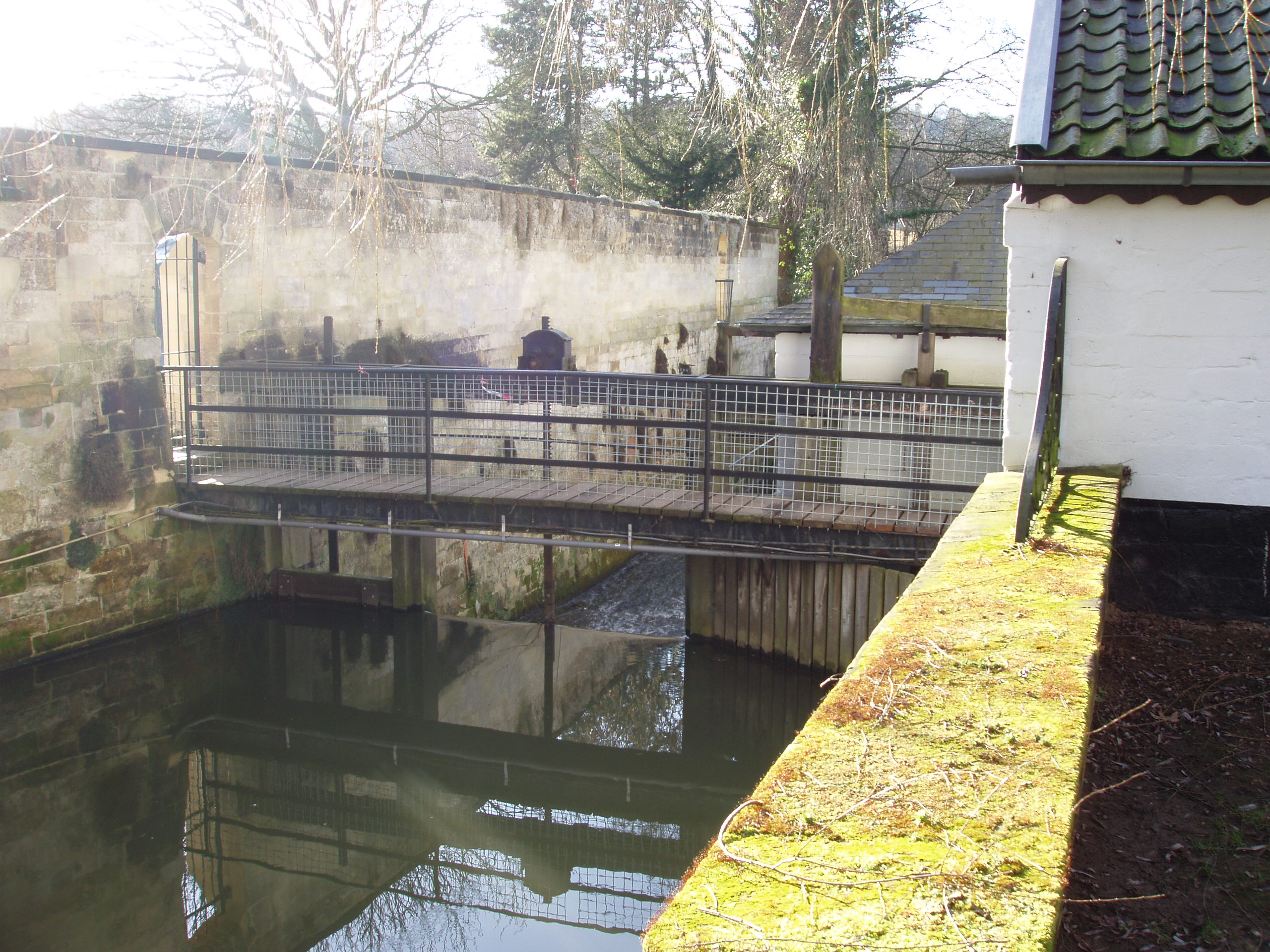
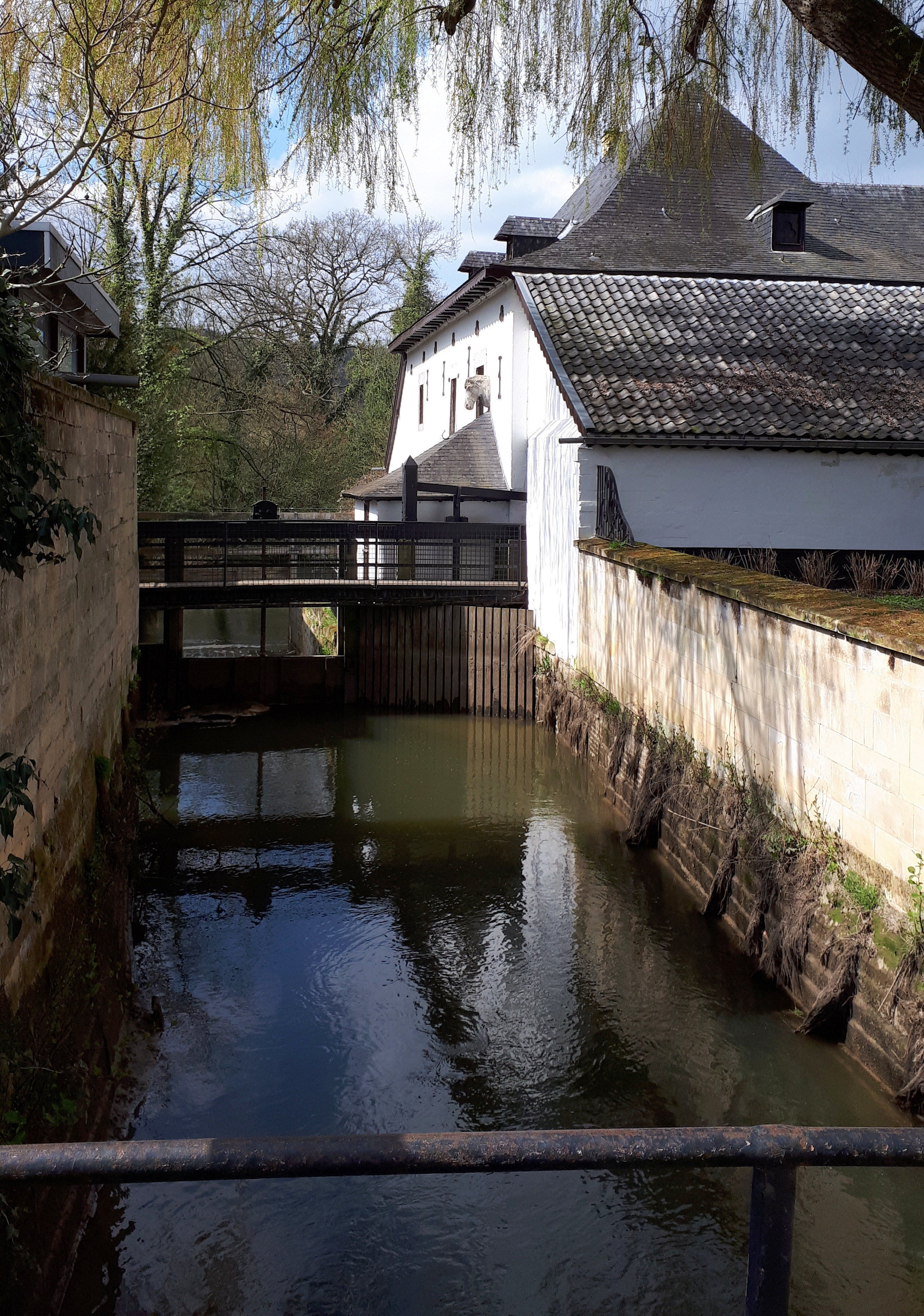